# Montoro
Montoro es un municipio y localidad española de la provincia de Córdoba, en la comunidad autónoma de Andalucía. El término municipal cuenta con una población de 9049 habitantes (INE 2024). La localidad se encuentra ubicada en torno a un meandro del río Guadalquivir. Montoro está declarado Conjunto Histórico Artístico desde 1969.

## Geografía
Está integrado en la comarca Alto Guadalquivir de la provincia de Córdoba, situándose a 45 kilómetros de la capital provincial. El término municipal está atravesado por la autovía del Sur entre los pK 353 y 366, así como por la carretera nacional N-420 (Córdoba-Tarragona), que se separa de la A-4 en este municipio, y la carretera autonómica A-309, que permite la comunicación con Bujalance. 

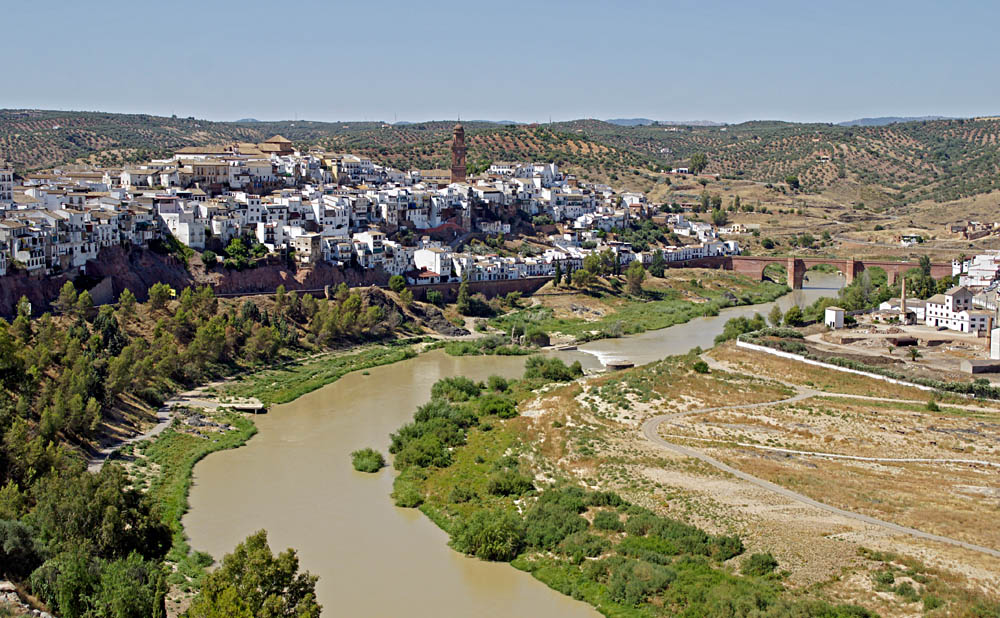
Vista de Montoro y el Guadalquivir

El casco urbano se ubica en la zona de contacto de Sierra Morena con la campiña, emplazado sobre un promontorio en el interior del meandro encajado que aquí forma el río Guadalquivir, debe su urbanismo tan característico al periodo musulmán de Al-Ándalus. Desde el año 2013 el meandro del río Guadalquivir, a su paso por Montoro, cuenta con la categoría de monumento natural. También viene categorizado como monte público. El río forma una curvatura muy acusada, que se encajona en los materiales paleozóicos (periodo comprendido entre hace unos aproximadamente 500 y 250 millones de años) de las estribaciones de Sierra Morena, lo que representa uno de los mejores ejemplos de meandro epigénico a escala nacional. Este tramo del río forma parte de un Lugar de Interés Comunitario (LIC), que en la actualidad es una Zona Especial de Conservación (ZEC Río Guadalquivir-tramo medio ES6130015) y constituye la entrada por el sur al parque natural Sierras de Cardeña y Montoro, encontrándose ubicado en una posición privilegiada, ya que desde el mismo puede divisarse la población de Montoro, declarada conjunto histórico artístico desde 1969.
Su término municipal ocupa 581 km² aproximadamente, incluyendo zonas de sierra al norte y de vega y la campiña al sur. Una gran extensión de su zona norte es espacio natural protegido, pues forma parte del parque natural de la Sierra de Cardeña y Montoro y de la Zona Especial de Conservación (ZEC) Suroeste de la Sierra de Cardeña y Montoro (ES6130005). Del mismo modo, el río Gualdaquivir a su paso por el término municipal forma parte de la ZEC Río Guadalquivir-tramo medio (ES6130015). Además el río a su paso por el casco urbano forma un meandro que se ha constituido monumento natural Meandro de Montoro. El río Arenoso, procedente de la sierra, es el más importante afluente del territorio. 
Se encuentra situada a 41 kilómetros de la capital provincial, Córdoba. La altitud varía entre los 782 metros del cerro de Brezorrubios, en la zona serrana, y los 143 metros en la ribera del río Guadalquivir. La campiña, al sur del río, llega hasta los 335 metros (cerro Telégrafo). El pueblo se encuentra en una loma, a 195 metros sobre el nivel del mar. 
El término municipal de Montoro limita con los términos municipales de Adamuz, Cardeña, Andújar (Jaén), Marmolejo (Jaén), Pedro Abad, Bujalance, Villa del Río y Lopera (Jaén).
En cuanto al clima, en Montoro, los veranos son muy largos, extremadamente cálidos, áridos y mayormente despejados y los inviernos son frescos de noche y suaves de día y parcialmente nublados. Durante el transcurso del año, la temperatura generalmente varía de 3 °C a 43 °C y rara vez baja a menos de -2 °C. La temporada de lluvia dura 9,1 meses, del 5 de septiembre al 10 de junio, con un intervalo móvil de 31 días de lluvia de por lo menos 13 milímetros. El mes con más lluvia en Montoro es noviembre, con un promedio de 59 milímetros de lluvia. El periodo del año sin lluvia dura 2,9 meses, del 10 de junio al 5 de septiembre. El mes con menos lluvia en Montoro es julio, con un promedio de 3 milímetros de lluvia. El promedio es de unas precipitaciones de 375 mm al año.

## Historia
La presencia de asentamientos humanos en Montoro está atestiguada mediante restos arqueológicos desde época prehistórica.

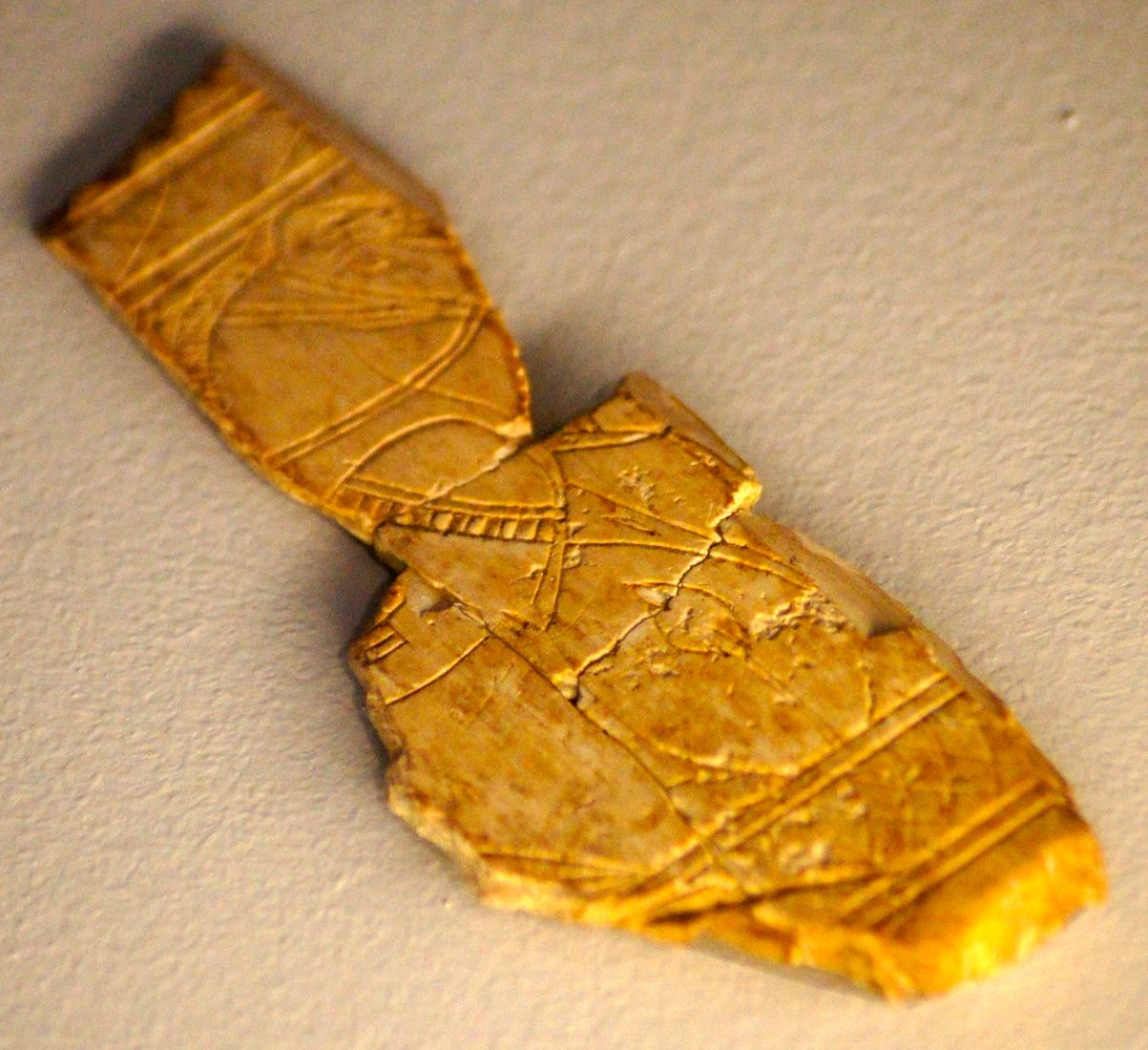
Peine de Marfil del Llanete de los Moros, Montoro.

Como núcleo urbano se especula con la posibilidad de que fuese una fundación de los colonizadores griegos, quienes la habrían denominado Aypora o Eipora, aunque esto no se ha podido demostrar fehacientemente.
Sí que está plenamente demostrada la existencia de un núcleo ibérico en el Llanete de los Moros, donde las excavaciones arqueológicas han sacado a la luz estructuras arquitectónicas y ajuares funerarios, actualmente expuestos en el Museo Arqueológico Provincial de Córdoba, con sede en la capital. Estos restos están fechados en torno a los años 4500-5000 a. C.
A finales del siglo III a. C. la ciudad de Epora queda afectada por la segunda guerra púnica, que la llevará a firmar un foedus con la República romana en torno al 206 a. C.; junto con Gades, será una de las civitas foederata de la Bética, lo cual da muestra de su importancia, en especial hacia finales del siglo I a. C. Epora se localiza en el trazado de la Vía Augusta y es nombrada tanto en el Itinerario de Antonino como en los Vasos Apolinares. De este período destaca una escultura thoracata expuesta en el museo local, así como varias inscripciones.
El establecimiento de godos en el monte contiguo a Epora desde el siglo VI (como Wiliulfus vir illustris y Reccisvinthus diacunus) provocó el nacimiento del topónimo Montoro a partir de Mon(te Go)thorum ('monte de los godos'), Muntûr en los textos árabes, que no puede derivar de las supuestas raíces prerromanas *taur o *aur. Tras el período visigodo y musulmán, la ciudad es conquistada definitivamente por el rey cristiano Fernando III el Santo el día de San Bartolomé (24 de agosto) de 1238, según unos autores, o de 1240 según otros. De ahí que este santo fuese nombrado patrón de la ciudad y titular de su iglesia parroquial.
Perteneció al Concejo de Córdoba hasta que a mediados del siglo XVII pasó a manos del marqués de El Carpio, Luis Méndez de Haro y Sotomayor, a cuya casa nobiliaria perteneció, hasta que en el siglo XIX se abolieron los derechos señoriales.

### Edad Contemporánea

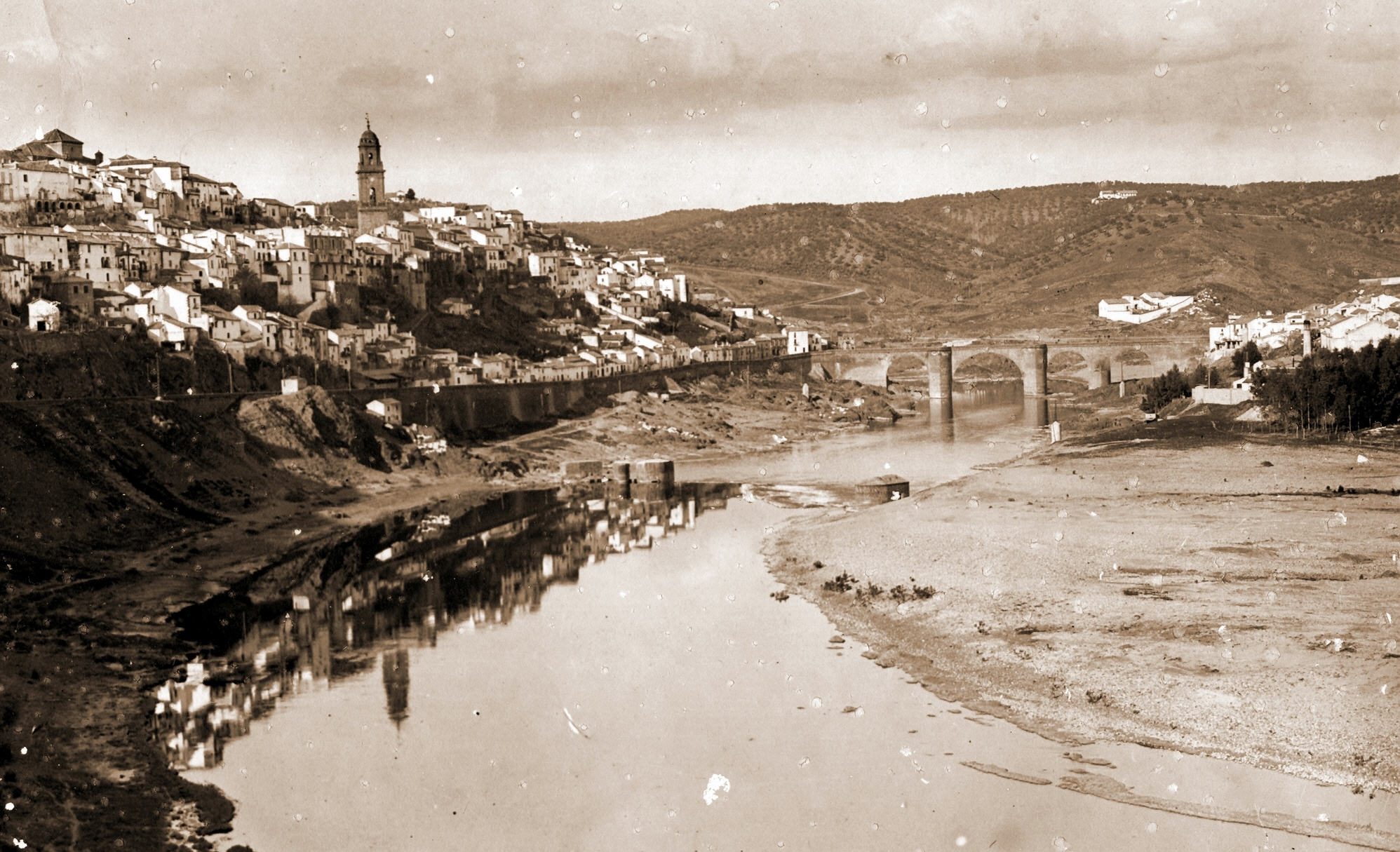
Río Guadalquivir a su paso por Montoro, inicios del

El comportamiento de sus vecinos durante la invasión napoleónica le valió el título de "Muy Noble, Leal y Patriótica" ("Muy Noble, Leal y Patriótica Ciudad de Montoro"). Tras conocer los habitantes de Montoro los abusos cometidos por los franceses en Córdoba capital, decidieron una estrategia de engaño, que haría creer a los franceses que eran bien recibidos en Montoro, para a continuación acabar con cuantos pudiesen. Varias veces se repitió esto con el resultado de que Montoro fue el único punto independiente en toda España que los franceses dejaron en su retaguardia. No obstante, esta situación de "isla en tierra" le costó no pocas vidas y un enorme descenso en la productividad y la natalidad, quedando la población muy reducida. Sólo tras más de treinta años (hacia 1840), la población había recuperado su valor de 1808.
Desde la división territorial  acometida en 1833 el municipio forma parte de la provincia de Córdoba.
En 1866 el ferrocarril llegó a Montoro con la inauguración de la línea Manzanares-Córdoba, levantándose también una estación en municipio. Este hecho supuso una mejora notable parra las comunicaciones de la zona. A partir del siglo XIX la agricultura comenzó a ganar peso en la economía local en detrimento de la ganadería, sector que hasta entonces había predominado en la zona. Ello llevaría a un importante incremento en el cultivo del olivar y la construcción de varias almazaras. Durante el período franquista el Servicio Nacional del Trigo promovió la construcción en el municipio de instalaciones para el almacenamiento del grano, entre los cuales se encontraban un granero (1957) y un silo (1970). Paralelamente, el Sindicato Nacional del Olivo promovió la construcción de un Almacén Regulador de Aceite, con el fin de atender la producción del sector olivarero.

## Demografía
Montoro cuenta con una población de 9049 habitantes (INE 2024).
| Gráfica de evolución demográfica de Montoro entre 1842 y 2021 |
| |
| Población de derecho según los censos de población del INE Población de hecho según los censos de población del INEEntre el censo de 1930 y el anterior, disminuye el término del municipio porque independiza a Cardeña |

### Inmigración
En 2013, el número de extranjeros en Montoro era de 384 (un 3,9 % del total de habitantes), de los cuales el 69,01 % es de origen rumano.

## Comunicaciones

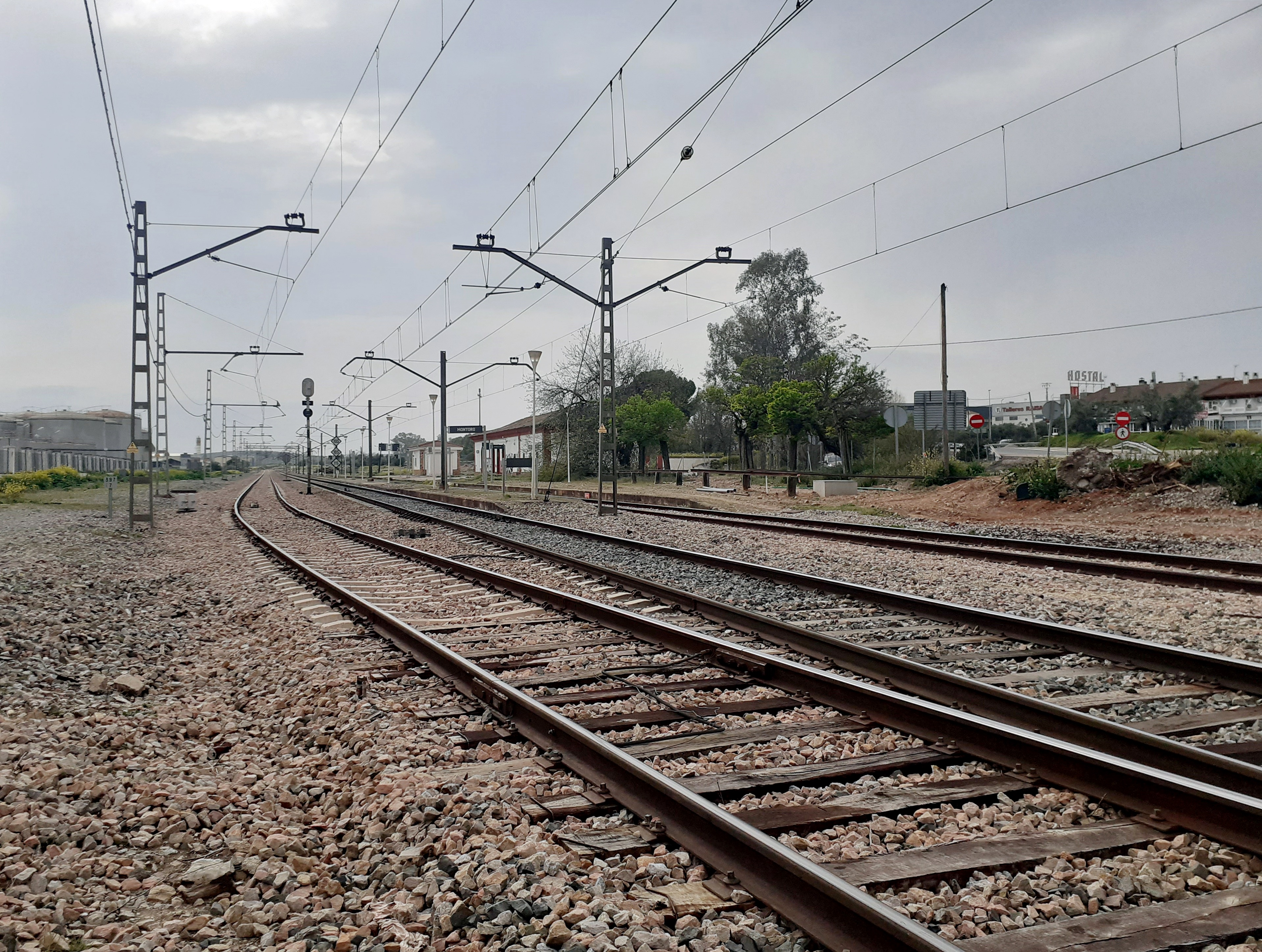
Instalaciones ferroviarias, en 2024.

Situada en un lugar estratégico de la comarcal del Alto Guadalquivir, Montoro cuenta con importantes comunicaciones terrestres, como son la autovía del Sur (A-4), la carretera nacional N-420 (Córdoba-Tarragona), así como el ferrocarril de ancho convencional (Córdoba-Madrid). El municipio cuenta con una estación de ferrocarril propia, situada muy cercana al núcleo urbano, aunque esta no dispone de servicios de pasajeros.

## Economía

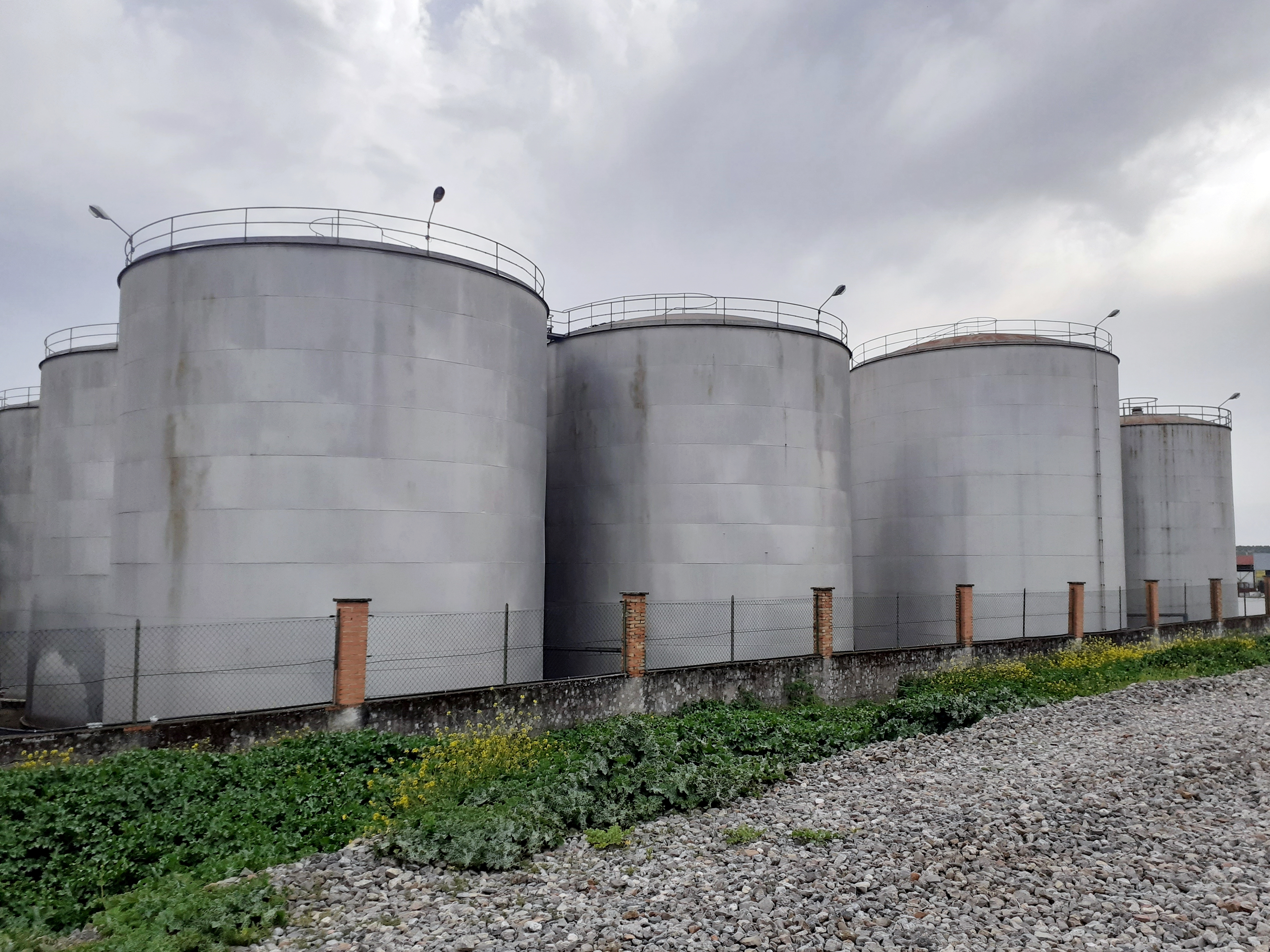
Depósitos del almacén regulador de aceite.

Su base económica es el cultivo del olivar, con varias almazaras que producen un aceite de alta calidad. Estos olivares ocupan más del 80 % de la superficie agrícola del municipio, que a su vez representa el 40 % del área total del mismo. También se dan otros cultivos en su zona de campiña como los cereales. Otras industrias de menor dimensión pero de raigambre e incluso fama, son la fabricación de mazapanes, la artesanía en cuero la forja artística y la producción de miel. Además su cultivo herbáceo más abundante es el trigo, que ocupa una superficie de 1543 km².
Su riqueza histórico-artística, con un trazado urbano formado por bellas y empinadas calles, así como su ubicación en las proximidades del parque natural, pueden impulsar un sector turístico de interior que ha empezado a dar síntomas de desarrollo. Se han promovido en el municipio diferentes rutas turísticas, cada una de ellas muestra las huellas que las culturas cristiana, musulmana, mudéjar y judía, han dejado en el pueblo, como el Zoco de las tres culturas, evento en el que todo el pueblo representó las distintas culturas que habían convivido y conviven en él.

### Evolución de la deuda viva municipal
El concepto de deuda viva contempla sólo las deudas con cajas y bancos relativas a créditos financieros, valores de renta fija y préstamos o créditos transferidos a terceros, excluyéndose, por tanto, la deuda comercial.
| Gráfica de evolución de la deuda viva del Ayuntamiento de Montoro entre 2008 y 2023                |
| |
| Deuda viva del Ayuntamiento de Montoro, en miles de euros, según datos del Ministerio de Hacienda. |

## Lugares de interés turístico y cultural

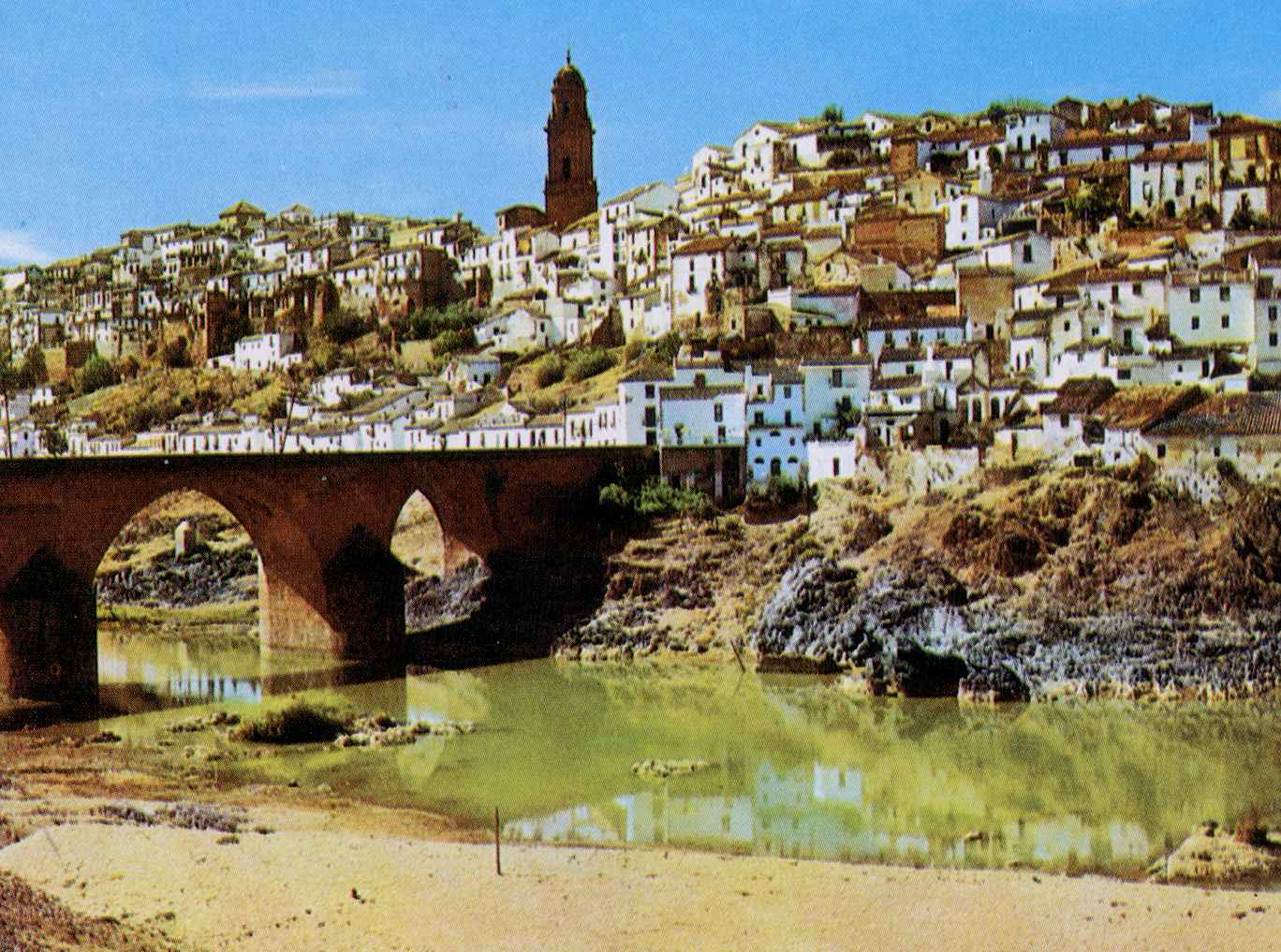
Vista de la ciudad

- Conjunto Histórico-artístico de Montoro (B.I.C. publicado en B.O.E. de fecha 06/06/1969).
- Torre del Castillo de Villaverde (B.I.C. 25/06/1985), antigua torre vigía llamada de Fernán Martínez.
- Casa de Las Tercias (B.I.C.-Inscrito 17/07/1996). Hoy Museo del Aceite
- Iglesia de San Bartolomé Apóstol  (B.I.C.-Inscrito 04/09/2002), data del siglo XV, gótico-mudéjar.
- Iglesia de Santa María de la Mota, siglo XIII (sede del museo municipal). Museo municipal (arqueológico, mineralógico y de fósiles).
- Iglesia del Carmen (siglo XVIII, barroca)
- Iglesia de San Juan de Letrán.
- Ermita de Nuestra Señora de Gracia.
- Puente sobre el Guadalquivir  (siglos XV-XVI) y monumento natural Meandro de Montoro.

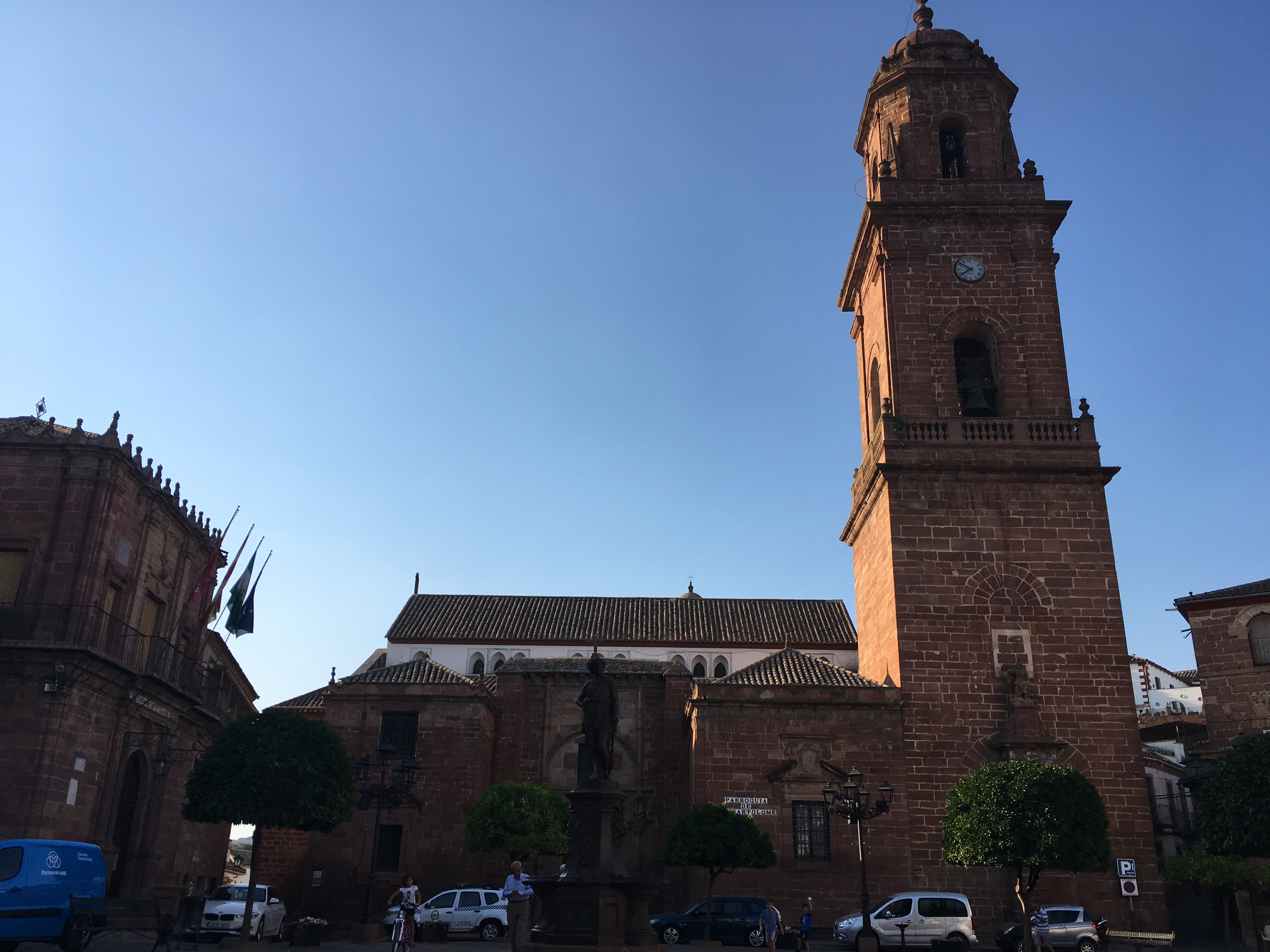
Iglesia de San Bartolomé

- Museo del pintor Rodríguez Luna. Sala del Museo municipal.
- Barrio del Retamar. Con la ermita de Santa Ana y sus numerosos humilladeros o cruces escondidas por todo el barrio.
- Calzada romana Vía Augusta.
- Ermita de Nuestra Señora de la Fuensanta y parque rural. Situados a escasos 9 km en dirección este del núcleo urbano, junto al valle y arroyo del Corcomé, se trata de un lugar con grandes valores medioambientales, lugar tradicional de Romería para los habitantes del municipio y de esparcimiento incluso para los municipios colindantes.

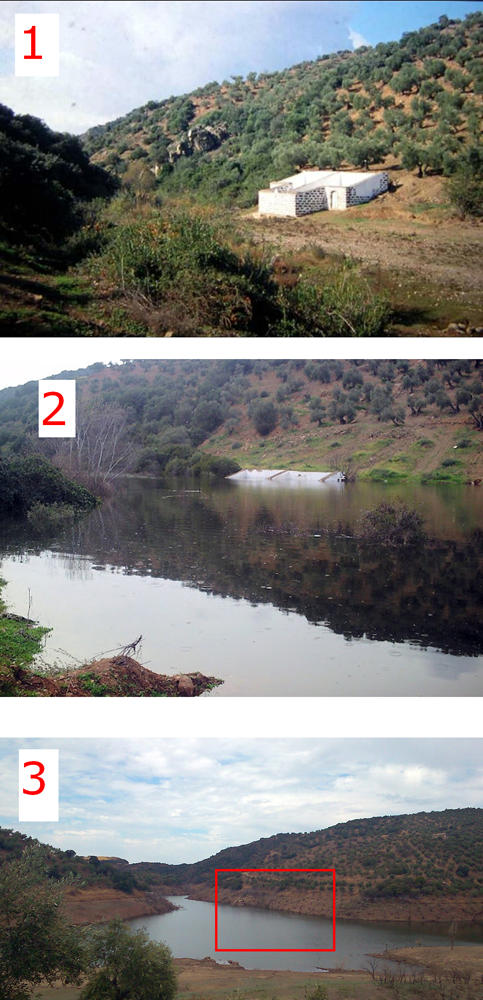
Baños Arenosillo sumergidos por el embalse

- Baños del Arroyo Arenosillo. Inaugurados en el año 1838 y donados al pueblo por la marquesa de Benamejí, eran propiedad municipal y podían visitarse gratuitamente (en la actualidad, están sumergidos por el embalse de "Arenoso" y por lo tanto no se pueden visitar, según se aprecia en las imágenes de la derecha), estando divididos en estancia "de hombres" y "de mujeres" (sic). Llegaron a ser un balneario de referencia nacional y sus aguas son sulfurosas, carbónicas, silíceas y magnésico-cálcicas, estando indicadas para una gran variedad de enfermedades. En la parte central de la fachada se podía leer la losa de molinaza que reza así "BAÑOS DE ARENOSILLO, MEJORADOS EN BENEFICIO DE LA HUMANIDAD DOLIENTE. AÑO 1838".
- Torres de telegrafía óptica: en la Loma de Mingasquete, en el cerro de la Nava y en las casas de la Onza. Pertenecían a la Línea telegráfica de Andalucía, que construyó el Ministerio de la Gobernación a mediados del siglo XIX.(Consultar en telegrafiaoptica.wikispace.com). Estas tres torres de Montoro se comunicaban por señales visuales con la torre anterior de Cardeña (en el cerro de la Cerquilla) y con la torre posterior de Villafranca (Torre Junca, en el cerro Alcaparral).
- Baños del Cascajar o Baños del Cascajal. Mandados construir en 1884, construidos en 1884, en ellos hubo conflictos con vecinos que cobraban por su uso sin realizar el trabajo por el que decían cobrar: 5 céntimos de peseta por baño y 10 por carga de agua. Olvidados, cegados por los sedimentos del arroyo que les da nombre (Arroyo del Cascajar), que también nutre a la fuente de la Oliva, hoy están desaparecidos bajo dichos sedimentos.[12]
- Baños de Ventanillas. Situados en el Arroyo de las Ventanillas, descubiertos a principios del siglo XX por un médico, también cayeron en el olvido, estando hoy cegados por la arena del arroyo.[12]
- Fuente de la Oliva (siglo XVI)
- Fuente del Pilar de Herrerías (siglo XVII)
- Casa de las Conchas. Vivienda privada visitable recubierta de miles de conchas marinas.
- Casas nobiliarias. Existen muchas por todo el casco antiguo, destacan sus portadas de piedra molinaza y escudos.
- Hospital de Jesús Nazareno ( S. XVIII) destaca la capilla y el patio central.
- Antiguas aceñas medievales del río.
- Ayuntamiento y arco de la cárcel (S. XVI)
- Arco de la torre mocha y restos de murallas.
- Iglesia de Santiago ( S. XVI, reedificada en el S. XVIII)
- Antigua Posada ( S. XVIII) hoy oficina de turismo.
- Museo de la Semana Santa Montoreña.
- Mirador del Imperio Romano. Ofrece vistas del meandro del Guadalquivir y las casas colgantes de Montoro.

## Fiestas y acontecimientos culturales
- Semana Santa, procesiones acompañadas de soldados romanos.
- Fiestas en honor a Nuestra Señora del Carmen - día 16 de julio.
- Fiestas patronales en honor a San Bartolomé - día 24 de agosto.
- Feria en honor a la Virgen del Rosario (7 al 12 de octubre).
- Feria del Olivo (bianual, años pares).
- Verbenas en julio del Carmen y de Santa Ana.
- Romería de las Veleras en honor a Ntra. Sra. de la Fuensanta (último domingo de abril).

### Semana Santa
Dentro de las manifestaciones de religiosidad popular que se dan cita en la ciudad de Montoro la Semana Santa es sin lugar a dudas la que ocupa un mayor protagonismo. La primera cofradía penitencial que se funda en Montoro sería la Cofradía de la Santa Vera Cruz, datando sus primeras reglas del año 1554. Algunas décadas más tarde, en la segunda mitad del siglo XVI se funda la Cofradía de la Soledad de Ntra. Sra. o de la Quinta Angustia. Durante siglos las cofradías montoreñas vivirán momentos de gran esplendor junto a periodos de crisis. Tras el estallido de la guerra civil española, en 1936 sería destruido la inmensa mayoría de este patrimonio religioso. Entre todas las imágenes destruidas resaltaba la talla del antiguo Nazareno de Montoro, la Virgen de las Angustias y el conjunto escultórico de los Santos Varones que también ostentaba gran devoción entre los habitantes de la ciudad.
Desde 1998 la Semana Santa de Montoro está declarada de Interés Turístico Nacional, habiendo perpetuado la mayor parte de su esencia que se refleja en representación de origen barroco como son el Prendimiento o el Sermón del Paso, que tienen lugar la noche del Jueves Santo y la mañana del Viernes Santo respectivamente. Fundamentalmente son tres los pilares en los que se apoya la Semana Santa de Montoro, el Nazareno de Montoro, el Imperio Romano de Montoro y el Antiquísimo Coro de Ntro. Padre Jesús Nazareno y María Stma. de los Dolores. Ntro Padre Jesús Nazareno es la imagen que mayor devoción despierta entre los montoreños, ostentando desde el año 2000 el título de alcalde honorífico de la ciudad tras la celebración de una serie de actos de carácter extraordinarios con motivo del Jubileo del año 2000 se le impuso el bastón de mando y la medalla de la ciudad a esta talla de Pio Mollar Franch que llega a Montoro a inicios de 1940. La cofradía que tributa culto a esta imagen ostenta a día de hoy el título de Real Cofradía, tal designación fue efectuada por el monarca Alfonso XIII el 2 de diciembre de 1927.
El Imperio Romano por su parte es una representación de la soldadesca romana que participa en las procesiones del Jueves y Viernes Santo en Montoro, destacando las vestimentas y demás aditamentos que sus más de 500 componentes cuidan primorosamente para los desfiles de Semana Santa. Por último, el Piadoso y Antiquísimo Coro de Ntro. Padre Jesús Nazareno y María Stma. de los Dolores nos ofrecerá cantos ancestrales durante la denominada Noche de Padre Jesús o madrugada del Viernes Santo. A día de hoy el origen de estas melodías y está siendo estudiado por estudiosos de gran prestigio, lo que si es obvio es que tienen un origen ancestral con siglos de historia.
A día de hoy estas son las procesiones que tienen lugar durante la Semana Santa de Montoro:
- Domingo de Ramos: Borriquita y Vía Crucis del Cristo de las Penas.
- Lunes Santo: Vía Crucis del Cristo de la Misericordia.
- Martes Santo: Cofradía del Cristo de la Humildad y la Virgen de Consolación y Esperanza.
- Miércoles santo: Cofradía del Cristo de las Penas.
- Jueves Santo: Cofradías de la Santa Vera Crux y del Stmo. Cristo de la Flagelación y la Virgen del Rosario en sus Misterios Dolorosos.
- Viernes Santo Madrugada: Cofradía de nuestro Padre Jesús Nazareno y la Virgen de los Dolores.
- Viernes Santo: Cofradías del Cristo de la Misericordia y la Virgen de las Angustias y del Santo Sepulcro y la Virgen de la Soledad
- Domingo de Resurrección: Cofradía del Stmo. Cristo de la Resurrección.

## Productos típicos
- Mazapanes, aceite y miel. El aceite de Montoro cuenta con D.O. protegida. Como dulces típicos destacan el conocido como " Torta Montoreña" y los mazapanes de la logroñesa.
- Forja artística
- Artículos de cuero: botas, artículos para caza y montería...
- Industria de la madera, especialmente de madera de olivo

## Ciudades hermanadas
- Montilla (España)
- Antigua Guatemala (Guatemala)[13]
- Rambouillet (Francia)[14]